# Final de la Lliga de les Nacions de la UEFA 2021
La final de la Lliga de les Nacions de la UEFA de 2021 va ser un partit de futbol que va determinar els guanyadors de la fase final de la Lliga de Nacions de la UEFA 2020-21. Va ser la segona final de la competició internacional de futbol en què van participar les seleccions nacionals masculines de les associacions membres de la UEFA. El partit es va celebrar el 10 d'octubre de 2021 a San Siro, a Milà, Itàlia, i el van disputar Espanya i França.
França va guanyar el partit per 2-1 i va aconseguir el seu primer títol de la Lliga de Nacions de la UEFA.

## Seu
La final es va jugar a l'Estadi San Siro de Milà, seu de l'AC Milan i l'Inter de Milà.

## Rerefons
El partit va ser el 36è enfrontament entre els dos rivals. S'havien trobat anteriorment a la final de l'Eurocopa de 1984, que França va guanyar per 2-0.

### Finals anteriors
| Equip   | Aparicions anteriors a la final |
| ------- | ------------------------------- |
| Espanya | Cap                             |
| França  | Cap                             |

## Ruta cap a la final
Nota: En tots els resultats següents, la puntuació del finalista es dóna primer (H: local; A: visitant).
| Espanya           | Espanya           | Ronda         | França            | França            |
| ----------------- | ----------------- | ------------- | ----------------- | ----------------- |
| Opponents         | Result            | Fase de lliga | Opponents         | Result            |
| Alemanya          | 1–1 (A)           | Partit 1      | Suècia            | 1–0 (A)           |
| Ucraïna           | 4–0 (H)           | Partit 2      | Croàcia           | 4–2 (H)           |
| Suïssa            | 1–0 (H)           | Partit 3      | Portugal          | 0–0 (H)           |
| Ucraïna           | 0–1 (A)           | Partit 4      | Croàcia           | 2–1 (A)           |
| Suïssa            | 1–1 (A)           | Partit 5      | Portugal          | 1–0 (A)           |
| Alemanya          | 6–0 (H)           | Partit 6      | Suècia            | 4–2 (H)           |
| Guanyador Grup A4 | Guanyador Grup A4 | Posició final | Guanyador Grup A3 | Guanyador Grup A3 |
| Rival             | Resultat          | Fase Final    | Rival             | Resultat          |
| Itàlia            | 2–1               | Semifinals    | Bèlgica           | 3–2               |

## Prepartit

### Àrbitres

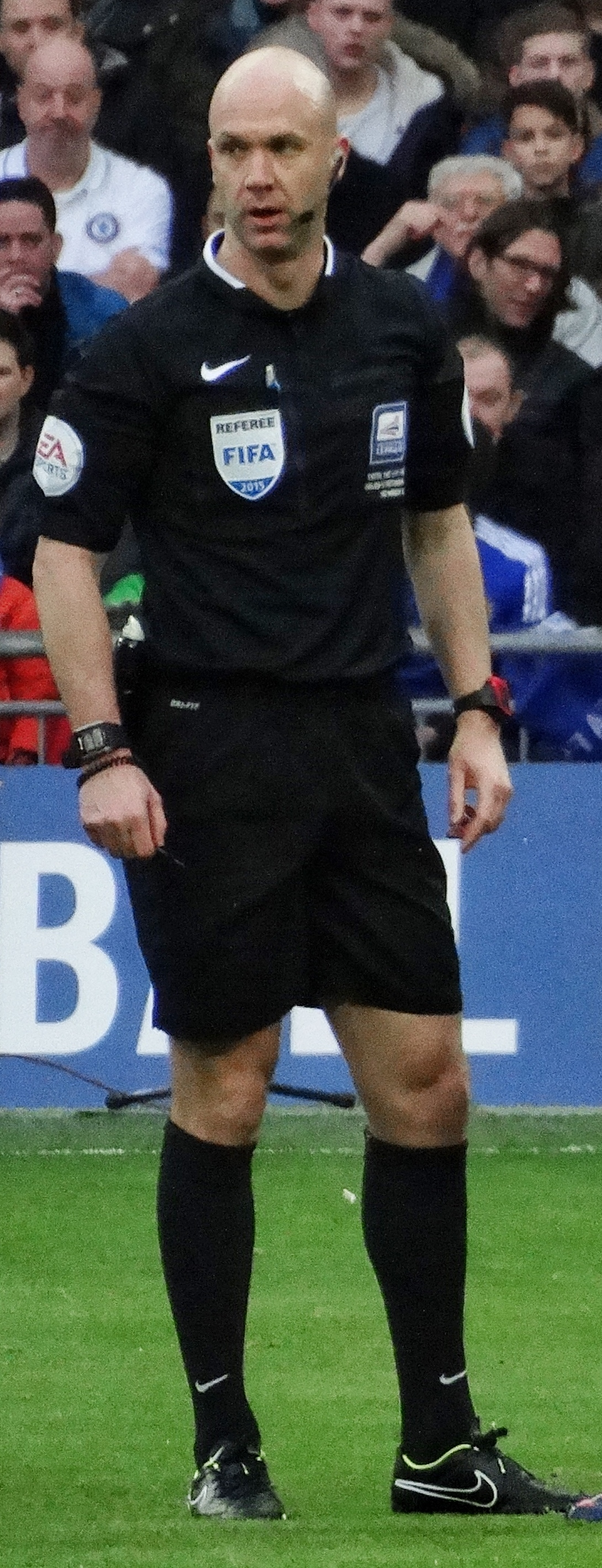
L'anglès Anthony Taylor va ser escollit com a àrbitre per a la final.

El 8 d'octubre de 2021, el Comitè d'Àrbitres de la UEFA va anunciar l'equip arbitral de la final, encapçalat per l'àrbitre anglès de 42 anys, Anthony Taylor, d'la Football Association. Li van acompanyar set dels seus compatriotes, inclosos els àrbitres assistents Gary Beswick i Adam Nunn. Craig Pawson va exercir de quart àrbitre, mentre que Stuart Burt va ser seleccionat com a àrbitre assistent de reserva. A la seu de la UEFA a Nyon, Suïssa, Stuart Attwell va treballar com a àrbitre assistent de vídeo (VAR) per al partit. Chris Kavanagh i Lee Betts van ser nomenats àrbitres assistents del VAR, juntament amb el neerlandès Pol van Boekel.
Taylor ha estat àrbitre de la FIFA des del 2013. El partit va ser la seva tercera final de la UEFA com a àrbitre principal, havent arbitrat la final del Campionat d'Europa sub-19 de la UEFA del 2015 i la Supercopa de la UEFA del 2020. També va ser seleccionat com a àrbitre a l'Eurocopa 2020, on va arbitrar tres partits. Anteriorment va ser àrbitre assistent addicional a l'Eurocopa 2016, inclosa la final, així com a la final de la Lliga Europa de la UEFA del 2015 i a la final de la Lliga de Campions de la UEFA del 2016. A nivell nacional, va arbitrar la final de la FA Cup el 2017 i el 2020, la final de la Football League Cup el 2015 i la FA Community Shield el 2015. La final va ser la quarta vegada que Taylor va arbitrar Espanya (dues victòries i una derrota) i la tercera per França (una victòria i una derrota).

### Equips convocats
Espanya tenia tots els seus jugadors disponibles per a la selecció.  No obstant això, Ferran Torres era dubte per un problema al turmell que va obligar a ser substituït a la semifinal d'Espanya contra Itàlia i a perdre's l'última sessió d'entrenament d'Espanya. França tenia dos jugadors absents, després que el lateral esquerre Lucas Digne deixés l'equip a causa d'una lesió muscular, mentre que el migcampista Adrien Rabiot donés positiu per SARS-CoV-2.
Els dos equips van fer dos canvis a les seves alineacions inicials després de les seves victòries a les semifinals. Espanya va substituir el central Pau Torres per Eric García i el migcampista Koke per Rodri, mentre que França va substituir el central Lucas Hernández per Presnel Kimpembe i Rabiot, positiu per COVID, per Aurélien Tchouaméni.

## Partit

### Resum
Després d'una primera part sense gols, Mikel Oyarzabal va posar Espanya per davant als 64 minuts amb una rematada rasa des de l'esquerra a la cantonada inferior dreta de la xarxa després d'una passada de Sergio Busquets que el defensa francès Dayot Upamecano no va poder tallar. Aquest gol va arribar segons després que Théo Hernandez xutés contra la part inferior del travesser per França. Dos minuts més tard, Karim Benzema va marcar per posar l'1-1, retallant des de l'esquerra fins a la frontal de l'àrea abans de xutar a l'angle superior dret de la xarxa superant Unai Simón, que va aconseguir tocar la pilota però no va poder evitar que entrés a la xarxa. A deu minuts del final, Kylian Mbappé va marcar el gol de la victòria quan va rebre la pilota de Théo Hernandez abans de xutar ras per sota del porter Simón que avançava per l'esquerra. Inicialment, Mbappé estava en posició de fora de joc després de la passada, però quan Eric García va desviar la pilota cap al seu camí, va passar a estar en posició de fora de joc i així es va concedir el gol.

### Detalls
| Espanya       | 1 - 2   | França                 |
| ------------- | ------- | ---------------------- |
| Oyarzabal 64' | Informe | Benzema 66' Mbappé 80' |

| Espanya | França |

| GK           | 23 | Unai Simón          |     |     |
| RB           | 2  | César Azpilicueta   |     |     |
| CB           | 19 | Aymeric Laporte     | 86' |     |
| CB           | 12 | Eric García         |     |     |
| LB           | 17 | Marcos Alonso       |     |     |
| CM           | 9  | Gavi                |     | 75' |
| CM           | 5  | Sergio Busquets (c) |     |     |
| CM           | 16 | Rodri               |     | 84' |
| RF           | 11 | Ferran Torres       |     | 84' |
| CF           | 22 | Pablo Sarabia       |     | 61' |
| LF           | 21 | Mikel Oyarzabal     |     |     |
| Substituts:  |    |                     |     |     |
| FW           | 7  | Yeremy Pino         |     | 61' |
| MF           | 8  | Koke                |     | 75' |
| MF           | 20 | Mikel Merino        |     | 84' |
| MF           | 18 | Pablo Fornals       |     | 84' |
| Entrenador:  |    |                     |     |     |
| Luis Enrique |    |                     |     |     |

| GK               | 1  | Hugo Lloris (c)     |     |       |
| CB               | 5  | Jules Koundé        | 55' |       |
| CB               | 4  | Raphaël Varane      |     | 43'   |
| CB               | 3  | Presnel Kimpembe    |     |       |
| RM               | 2  | Benjamin Pavard     |     | 79'   |
| CM               | 6  | Paul Pogba          | 46' |       |
| CM               | 8  | Aurélien Tchouaméni |     |       |
| LM               | 22 | Théo Hernandez      |     |       |
| AM               | 7  | Antoine Griezmann   |     | 90+2' |
| CF               | 19 | Karim Benzema       |     |       |
| CF               | 10 | Kylian Mbappé       | 90' |       |
| Substituts:      |    |                     |     |       |
| DF               | 15 | Dayot Upamecano     |     | 43'   |
| DF               | 12 | Léo Dubois          |     | 79'   |
| MF               | 17 | Jordan Veretout     |     | 90+2' |
| Entrenador:      |    |                     |     |       |
| Didier Deschamps |    |                     |     |       |

| Home del partit: Karim Benzema (França) Àrbitres assistents: Gary Beswick (Anglaterra) Adam Nunn (Anglaterra) Quart àrbitre: Craig Pawson (Anglaterra) Àrbitre assistent de reserva: Stuart Burt (Anglaterra) Àrbitre assistent de vídeo: Stuart Attwell (Anglaterra) Àrbitres assistents de vídeo: Chris Kavanagh (Anglaterra) Lee Betts (Anglaterra) Pol van Boekel (Països Baixos) | Regles del partit - 90 minuts - 30 minuts de temps addicional si cal - Tanda de penals si el marcador continua empatat - Màxim de dotze substituts designats - Màxim de cinc substitucions, amb una sisena permesa a la pròrroga |